# Дункан, Мэри
Мэри Дункан (англ. Mary Duncan; 13 августа 1894 — 9 мая 1993) — американская актриса театра и кино. Она наиболее известна по участию в фильмах Городская девчонка и Ранняя слава.

## Биография
Дункан родилась в невключённой территории Латрелвилл. Стала шестой из восьми детей, родившихся у капитана Уильяма С. Дункана и его жены. Она посещала Корнеллский университет в течение двух лет (или одного года), прежде чем остановиться на актёрской карьере. Когда она оставила учёбу в Корнелле, изучала актёрское мастерство под руководством Иветты Гильбер.

## Карьера
Дункан начала свою карьеру как детская актриса, играя на бродвейской сцене с 1910 года. Среди её бродвейских работ Human Nature (1925), All Wet (1925), New Toys (1924), The Egotist (1922), Face Value (1921) и Welcome to Our City (1919). В 1926 году она сыграла «Poppy» в нашумевшей и неоднозначной пьесе Жестокий Шанхай, в котором Флоренс Рид сыграла её мать (известна как «Проклятая мать»).
Дункан снялась в фильме Городская девчонка. Флорабел Мьюир в журнале Daily News написал следующее: «Почти весь прошлый год Мэри Дункан тщетно искала в Голливуде работу. Она даже изменила свою внешность, сделав изменения с носом. Но продюсеры всё равно не давали ей прохода».
Последний фильм, в котором снялась Дункан стал Ранняя слава, с Кэтрин Хепбёрн в главной роли.

## Личная жизнь
1 сентября 1933 года вышла замуж за Стивена Санфорда, который был международным игроком в поло, а также директором Bigelow Carpet Mill. Вплоть до 1977 года были в браке, до смерти мужа. Большую часть оставшихся лет она посвятила работе с несколькими крупными благотворительными организациями и заслужила репутацию светской львицы.

## Смерть
Мэри Дункан умерла во сне в возрасте 98 лет. Дункан была последним известным человеком, имевшим в своём распоряжении копию утраченного фильма Четыре дьявола; Мартин Кёрбер, куратор Deutsche Kinemathek, предположил, что у наследников актрисы может сохраниться ценная картина.

## Фильмография
| Год  | Название на русском языке    | Название на английском языке | Роль              | Примечания                 |
| ---- | ---------------------------- | ---------------------------- | ----------------- | -------------------------- |
| 1927 | —                            | Very Confidential            | Присцилла Трэверс | Фильм утерян               |
| 1928 | —                            | Soft Living                  | Лорна Истабрук    |                            |
| 1928 | Четыре дьявола (фильм, 1928) | 4 Devils                     | Леди              | Фильм утерян               |
| 1929 | Река                         | The River                    | Розали            | Неполная версия фильма     |
| 1929 | —                            | Thru Different Eyes          | Виола             |                            |
| 1929 | —                            | Romance of the Rio Grande    | Карлотта          |                            |
| 1930 | Городская девчонка           | City Girl                    | Кейт              |                            |
| 1930 | —                            | Kismet                       | Зелиха            | Фильм утерян               |
| 1930 | —                            | The Boudoir Diplomat         | Мона              |                            |
| 1931 | —                            | Men Call It Love             | Хелен Робинсон    |                            |
| 1931 | Пять и десять                | Five and Ten                 | Мюриэл Престон    |                            |
| 1931 | Век любви                    | The Age for Love             | Нина Доннет       |                            |
| 1932 | Государственный атторни      | State's Attorney             | Нора Дин          |                            |
| 1932 | Тринадцать женщин            | Thirteen Women               | Джун Раскоб       |                            |
| 1932 | Призрак Крэствуда            | The Phantom of Crestwood     | Дороти Мирс       |                            |
| 1933 | Ранняя слава                 | Morning Glory                | Рита Вернон       | (последняя роль в карьере) |